# 西郊泡
西郊泡是一个位于中国吉林省洮南县的湖泊，面积约为1.9平方千米，平均水深约为3米。